# Morgan Ferrier
Morgan James Ferrier (Londra, 15 novembre 1994) è un calciatore inglese, attaccante dell'AEL Limassol.

## Carriera

### Nazionale
Nel marzo 2025, per via delle sue origini, riceve la sua prima chiamata in nazionale guyanese. Fa il suo esordio il 21 marzo nella gara vinta 3-2 contro il Guatemala.

## Statistiche

### Cronologia presenze e reti in nazionale
| Cronologia completa delle presenze e delle reti in nazionale ― Guyana | Cronologia completa delle presenze e delle reti in nazionale ― Guyana | Cronologia completa delle presenze e delle reti in nazionale ― Guyana | Cronologia completa delle presenze e delle reti in nazionale ― Guyana | Cronologia completa delle presenze e delle reti in nazionale ― Guyana | Cronologia completa delle presenze e delle reti in nazionale ― Guyana | Cronologia completa delle presenze e delle reti in nazionale ― Guyana | Cronologia completa delle presenze e delle reti in nazionale ― Guyana |
| Data                                                                  | Città                                                                 | In casa                                                               | Risultato                                                             | Ospiti                                                                | Competizione                                                          | Reti                                                                  | Note                                                                  |
| --------------------------------------------------------------------- | --------------------------------------------------------------------- | --------------------------------------------------------------------- | --------------------------------------------------------------------- | --------------------------------------------------------------------- | --------------------------------------------------------------------- | --------------------------------------------------------------------- | --------------------------------------------------------------------- |
| 21-3-2025                                                             | Bridgetown                                                            | Guyana                                                                | 3 – 2                                                                 | Guatemala                                                             | Qual. Gold Cup 2025                                                   | -                                                                     | 85’                                                                   |
| 25-3-2025                                                             | Città del Guatemala                                                   | Guatemala                                                             | 2 – 0                                                                 | Guyana                                                                | Qual. Gold Cup 2025                                                   | -                                                                     |                                                                       |
| Totale                                                                |                                                                       | Presenze                                                              | 2                                                                     |                                                                       | Reti                                                                  | 0                                                                     |                                                                       |